# Triple couronne (baseball)
Pour les articles homonymes, voir Triple couronne.
La triple couronne (anglais: triple crown) est un trophée attribué aux joueurs de baseball qui terminent premiers dans trois catégories statistiques au cours d'une saison. Il existe deux récompenses, la triple couronne des frappeurs et la triple couronne des lanceurs.

## Définition
- Frappeurs : meilleur total de coups de circuit, de points produits et la meilleure moyenne au bâton.
- Lanceurs : meilleur total de victoires, de retraits sur les prises et la meilleure moyenne de points mérités.

## Palmarès

### Frappeurs

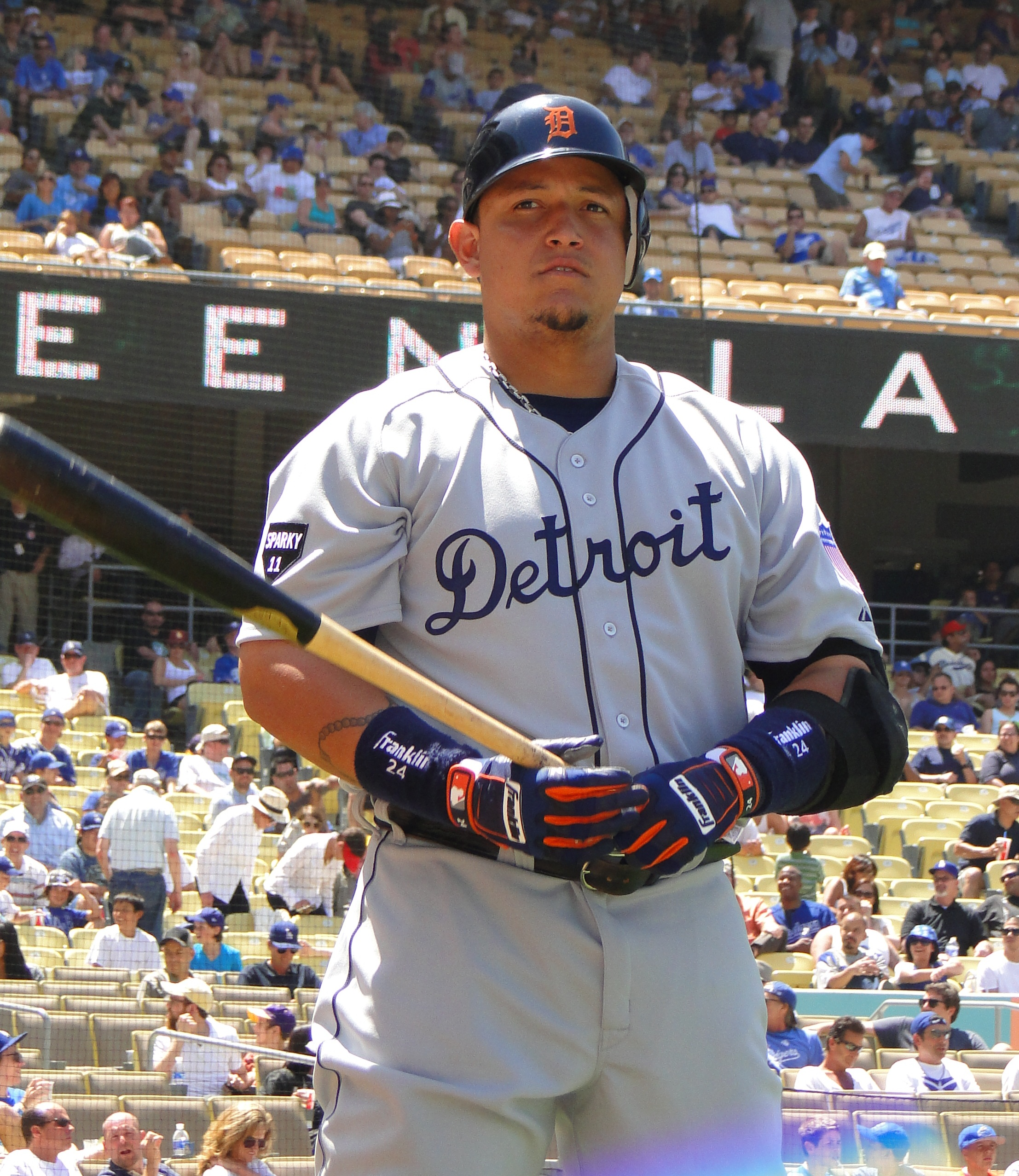
Miguel Cabrera est en 2012 le premier gagnant de la triple couronne en 45 ans.

| Année | Joueur           | Pos. | Équipe                    | Ligue | Moy. | CC | PP  |
| ----- | ---------------- | ---- | ------------------------- | ----- | ---- | -- | --- |
| 1878  | Paul Hines       | V    | Grays de Providence       | NL    | ,358 | 4  | 50  |
| 1887  | Tip O'Neill      | V    | Cardinals de Saint-Louis  | AA    | ,435 | 14 | 123 |
| 1894  | Hugh Duffy       | V    | Braves de Boston          | NL    | ,440 | 18 | 145 |
| 1901  | Nap Lajoie       | 2B   | Athletics de Philadelphie | AL    | ,426 | 14 | 125 |
| 1909  | Ty Cobb          | V    | Tigers de Détroit         | AL    | .377 | 9  | 107 |
| 1922  | Rogers Hornsby   | 2B   | Cardinals de Saint-Louis  | NL    | ,401 | 42 | 152 |
| 1925  | Rogers Hornsby   | 2B   | Cardinals de Saint-Louis  | NL    | ,403 | 39 | 143 |
| 1933  | Jimmie Foxx      | 1B   | Athletics de Philadelphie | AL    | ,356 | 48 | 163 |
| 1933  | Chuck Klein      | V    | Phillies de Philadelphie  | NL    | ,368 | 28 | 120 |
| 1934  | Lou Gehrig       | 1B   | Yankees de New York       | AL    | ,363 | 49 | 165 |
| 1937  | Joe Medwick      | V    | Cardinals de Saint-Louis  | NL    | ,374 | 31 | 154 |
| 1942  | Ted Williams     | V    | Red Sox de Boston         | AL    | ,356 | 36 | 137 |
| 1947  | Ted Williams     | V    | Red Sox de Boston         | AL    | ,343 | 32 | 114 |
| 1956  | Mickey Mantle    | V    | Yankees de New York       | AL    | ,353 | 52 | 130 |
| 1966  | Frank Robinson   | V    | Orioles de Baltimore      | AL    | ,316 | 49 | 122 |
| 1967  | Carl Yastrzemski | V    | Red Sox de Boston         | AL    | ,326 | 44 | 121 |
| 2012  | Miguel Cabrera   | 3B   | Tigers de Détroit         | AL    | ,330 | 44 | 139 |

### Lanceurs

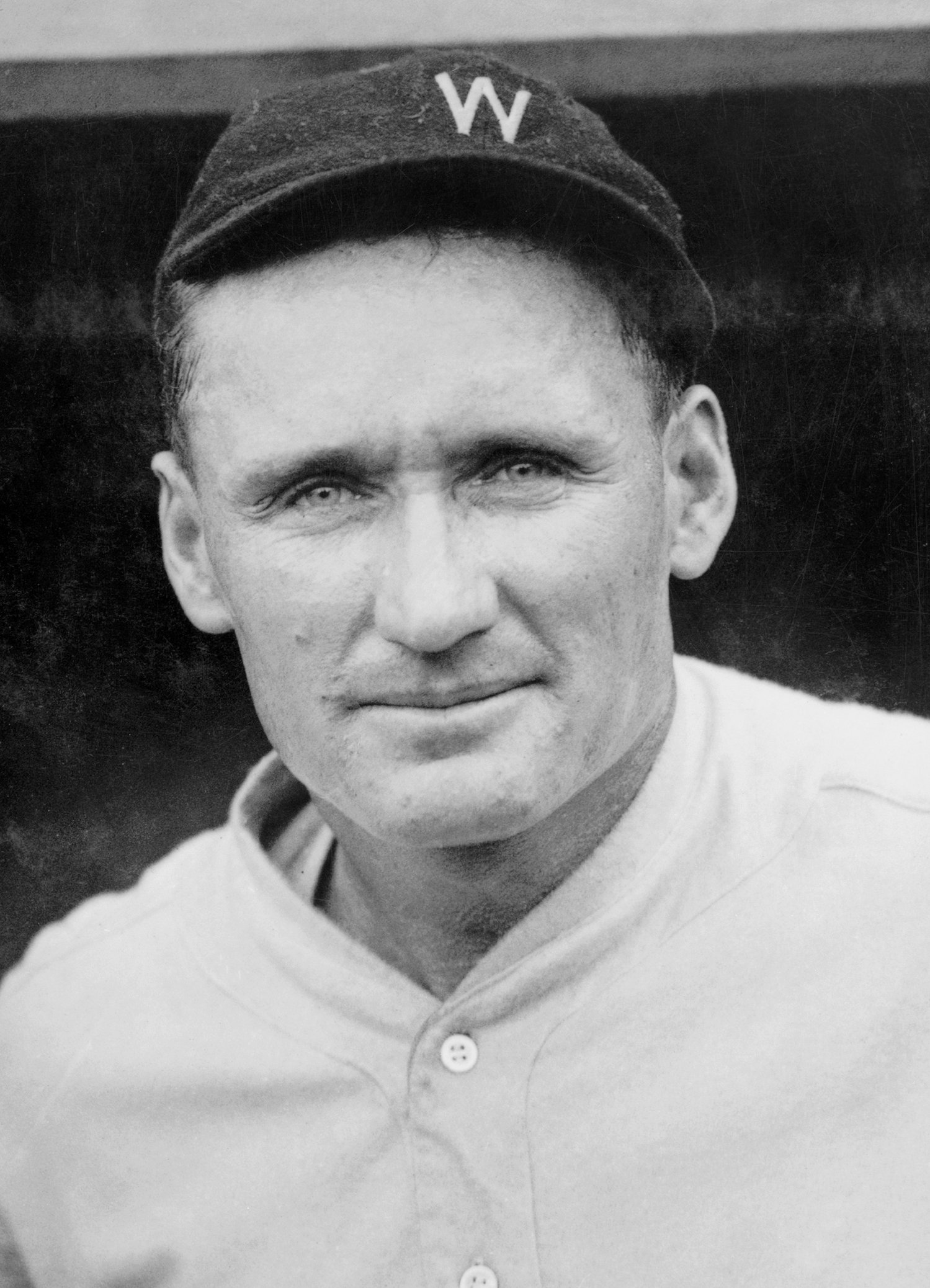
Walter Johnson, un des trois lanceurs à avoir gagné trois fois la triple couronne.

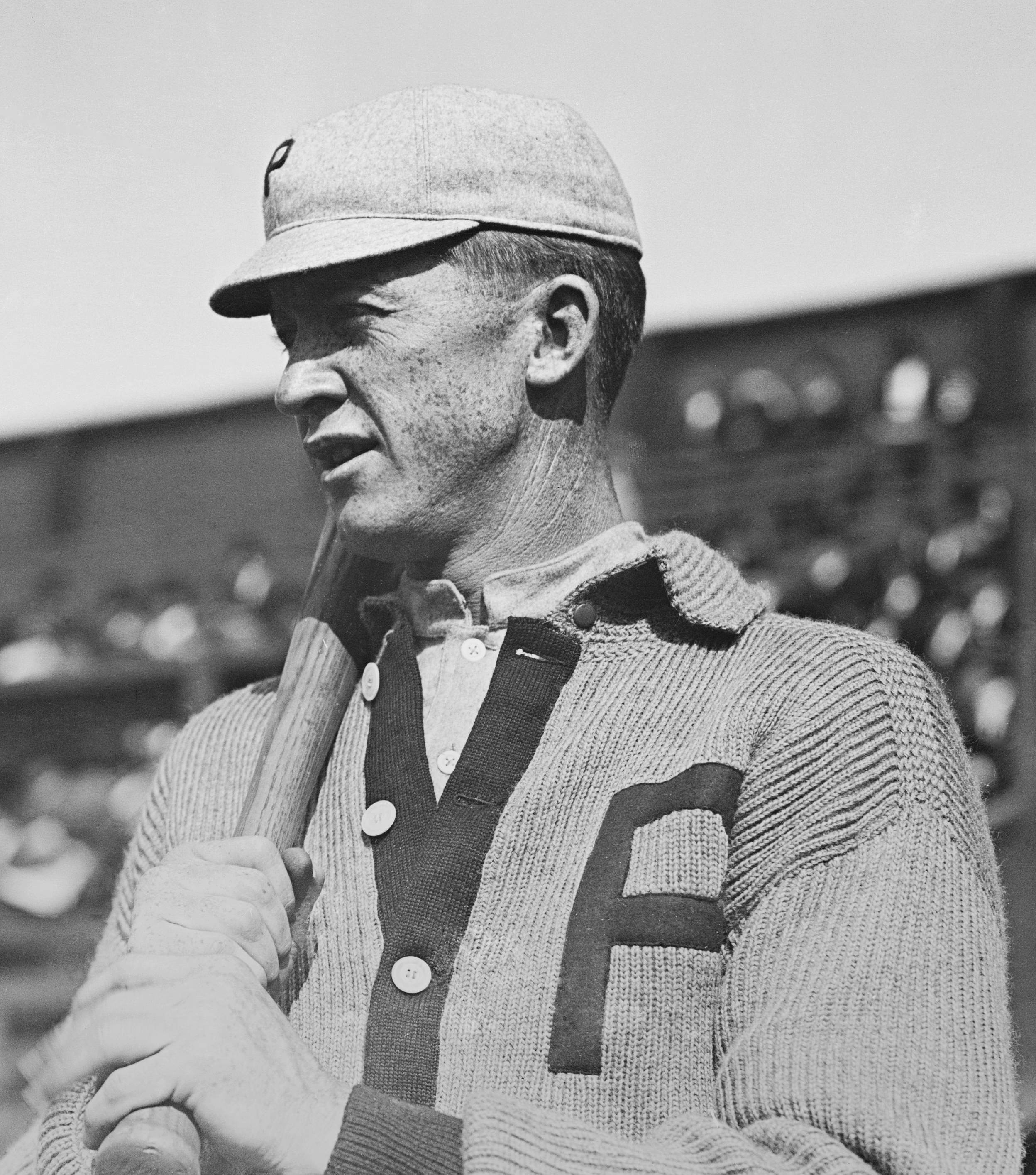
Grover Alexander, un des trois lanceurs à avoir gagné trois fois la triple couronne.

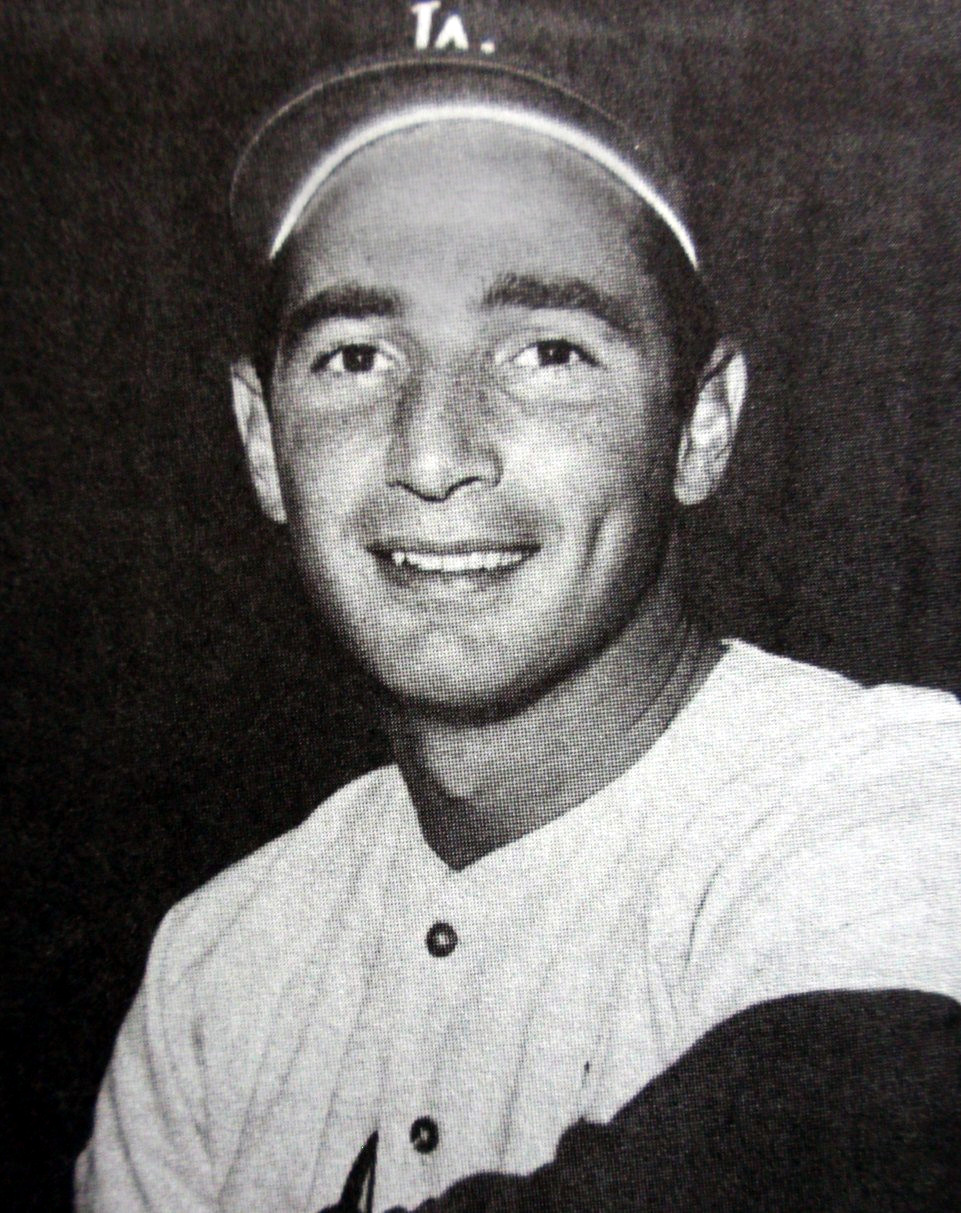
Sandy Koufax, un des trois lanceurs à avoir gagné trois fois la triple couronne.

| Année | Joueur            | Équipe                    | Ligue | Moy. | Vic. | Retraits |
| ----- | ----------------- | ------------------------- | ----- | ---- | ---- | -------- |
| 1877  | Tommy Bond        | Braves de Boston          | NL    | 2,11 | 40   | 170      |
| 1884  | Guy Hecker        | Colonels de Louisville    | AA    | 1,80 | 52   | 385      |
| 1884  | Charles Radbourn  | Grays de Providence       | NL    | 1,38 | 60   | 441      |
| 1888  | Tim Keefe         | Giants de New York        | NL    | 1,74 | 35   | 333      |
| 1889  | John Clarkson     | Braves de Boston          | NL    | 2,73 | 49   | 284      |
| 1894  | Amos Rusie        | Giants de New York        | NL    | 2,78 | 36   | 195      |
| 1901  | Cy Young          | Red Sox de Boston         | AL    | 1,62 | 33   | 158      |
| 1905  | Christy Mathewson | Giants de New York        | NL    | 1,27 | 31   | 206      |
| 1905  | Rube Waddell      | Athletics de Philadelphie | AL    | 1,48 | 26   | 287      |
| 1908  | Christy Mathewson | Giants de New York        | NL    | 1,43 | 37   | 259      |
| 1913  | Walter Johnson    | Senators de Washington    | AL    | 1,09 | 36   | 243      |
| 1915  | Grover Alexander  | Phillies de Philadelphie  | NL    | 1,22 | 31   | 241      |
| 1916  | Grover Alexander  | Phillies de Philadelphie  | NL    | 1,55 | 33   | 167      |
| 1918  | Walter Johnson    | Senators de Washington    | AL    | 1,27 | 23   | 162      |
| 1918  | Hippo Vaughn      | Cubs de Chicago           | NL    | 1,74 | 22   | 148      |
| 1920  | Grover Alexander  | Cubs de Chicago           | NL    | 1,91 | 27   | 173      |
| 1924  | Walter Johnson    | Senators de Washington    | AL    | 2,72 | 23   | 158      |
| 1924  | Dazzy Vance       | Dodgers de Brooklyn       | NL    | 2,16 | 28   | 262      |
| 1930  | Lefty Grove       | Athletics de Philadelphie | AL    | 2,54 | 28   | 209      |
| 1931  | Lefty Grove       | Athletics de Philadelphie | AL    | 2,06 | 31   | 175      |
| 1934  | Lefty Gomez       | Yankees de New York       | AL    | 2,33 | 26   | 158      |
| 1937  | Lefty Gomez       | Yankees de New York       | AL    | 2,33 | 21   | 194      |
| 1939  | Bucky Walters     | Reds de Cincinnati        | NL    | 2,29 | 27   | 137      |
| 1940  | Bob Feller        | Indians de Cleveland      | AL    | 2,61 | 27   | 261      |
| 1945  | Hal Newhouser     | Tigers de Détroit         | AL    | 1,81 | 25   | 212      |
| 1963  | Sandy Koufax      | Dodgers de Los Angeles    | NL    | 1,88 | 25   | 306      |
| 1965  | Sandy Koufax      | Dodgers de Los Angeles    | NL    | 2,04 | 26   | 382      |
| 1966  | Sandy Koufax      | Dodgers de Los Angeles    | NL    | 1,73 | 27   | 317      |
| 1972  | Steve Carlton     | Phillies de Philadelphie  | NL    | 1,97 | 27   | 310      |
| 1985  | Dwight Gooden     | Mets de New York          | NL    | 1,53 | 24   | 268      |
| 1997  | Roger Clemens     | Blue Jays de Toronto      | AL    | 2,05 | 21   | 292      |
| 1998  | Roger Clemens     | Blue Jays de Toronto      | AL    | 2,65 | 20   | 271      |
| 1999  | Pedro Martínez    | Red Sox de Boston         | AL    | 2,07 | 23   | 313      |
| 2002  | Randy Johnson     | Diamondbacks de l'Arizona | NL    | 2,32 | 24   | 334      |
| 2006  | Johan Santana     | Twins du Minnesota        | AL    | 2,77 | 19   | 245      |
| 2007  | Jake Peavy        | Padres de San Diego       | NL    | 2,54 | 19   | 240      |
| 2011  | Clayton Kershaw   | Dodgers de Los Angeles    | NL    | 2,28 | 21   | 248      |
| 2011  | Justin Verlander  | Tigers de Détroit         | AL    | 2,40 | 24   | 250      |
| 2020  | Shane Bieber      | Indians de Cleveland      | AL    | 1,63 | 8    | 122      |

## Records
Seuls Rogers Hornsby (1922, 1925) et Ted Williams (1942, 1947) ont gagné deux fois la triple couronne des frappeurs. Cette réalisation est devenue rare au fil des ans : aucun frappeur des majeures n'a mené les trois catégories (moyenne au bâton, circuits et points produits) pendant 45 ans, de Carl Yastrzemski en 1967 à Miguel Cabrera en 2012. Dans la Ligue nationale, le dernier gagnant de la triple couronne est Joe Medwick en 1937. La saison 1933 est la seule où la triple couronne est remportée dans les deux ligues (Jimmie Foxx dans l'Américaine et Chuck Klein dans la Nationale).
Plus fréquente chez les lanceurs, la triple couronne a été gagnée trois fois par trois lanceurs différents : Grover Alexander (1915, 1916, 1920), Walter Johnson (1913, 1918, 1924) et Sandy Koufax (1963, 1965, 1966). Quatre lanceurs (Christy Mathewson, Lefty Grove, Lefty Gomez et Roger Clemens) l'ont gagnée à deux reprises. Grover Alexander (1915-1916) fut le premier à la gagner deux années de suite, une performance rééditée par Grove en 1930 et 1931, Koufax en 1965 et 1966, puis Clemens en 1997 et 1998. En cinq occasions, la triple couronne est gagnée la même année par un lanceur dans chaque ligue majeure, la dernière fois en 2011. Le plus long intervalle entre deux gagnants est 18 saisons, de Hal Newhouser en 1945 à Sandy Koufax en 1963.
Le premier lanceur gaucher gagnant de la triple couronne est Rube Waddell en 1905. La plupart des gagnants sont des droitiers, mais les gauchers Hippo Vaughn, Lefty Grove, Lefty Gomez, Hal Newhouser, Sandy Koufax, Steve Carlton, Johan Santana et Clayton Kershaw figurent au nombre des gagnants. Pedro Martínez, né en République dominicaine, est en 1999 le premier gagnant né hors des États-Unis. Le second est le vénézuélien Johan Santana en 2006.

## Triple couronne et honneurs individuels
Depuis que le trophée Cy Young, remis au meilleur lanceur de l'année, est créé en 1956, chaque lanceur ayant gagné la triple couronne fut aussi le lauréat de cette récompense. En revanche, le prix du joueur par excellence de la saison, habituellement remis à un joueur de position, n'est pas toujours décerné au frappeur gagnant de la triple couronne : depuis que le prix existe, Rogers Hornsby en 1922, Chuck Klein en 1933, Lou Gehrig en 1934, et Ted Williams en 1942 et 1947 ont vu un autre joueur le remporter.